# Frisia septentrional

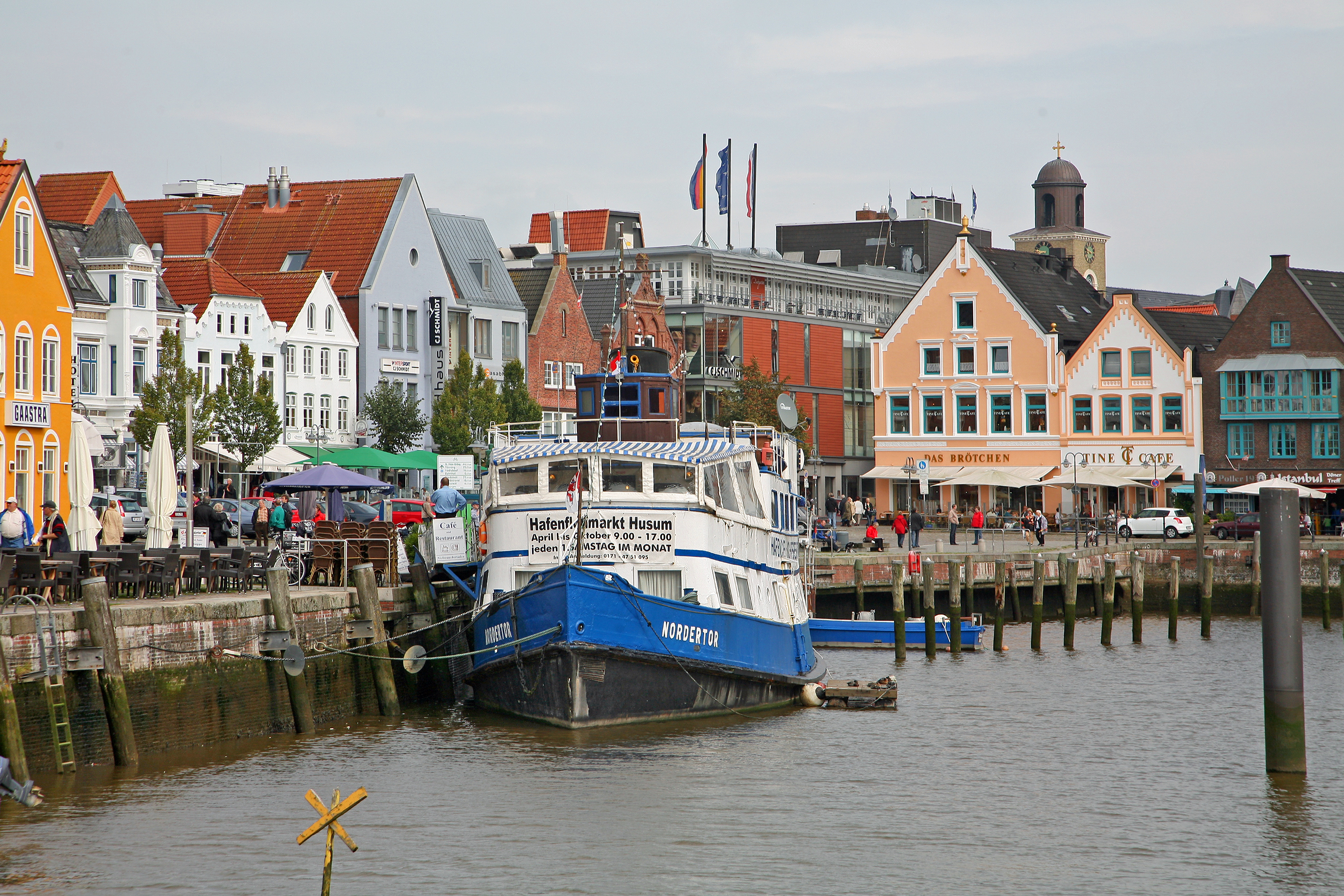
Husum, en la parte continental de la región; actualmente capital del distrito de Frisia septentrional.

La Frisia septentrional o Frisia del Norte (en alemán: Nordfriesland; en frisón septentrional: Nuurdfresklun; en danés: Nordfrisland) es una región histórica ubicada en el extremo noroeste de Alemania, en el estado federado de Schleswig-Holstein. Constituye el norte de la región histórica de Frisia, y se divide en una parte continental —el litoral alemán del mar de Frisia al norte del río Eider— y las islas Frisias septentrionales, incluyendo Sylt, cuya mitad norte queda frente a la costa danesa.

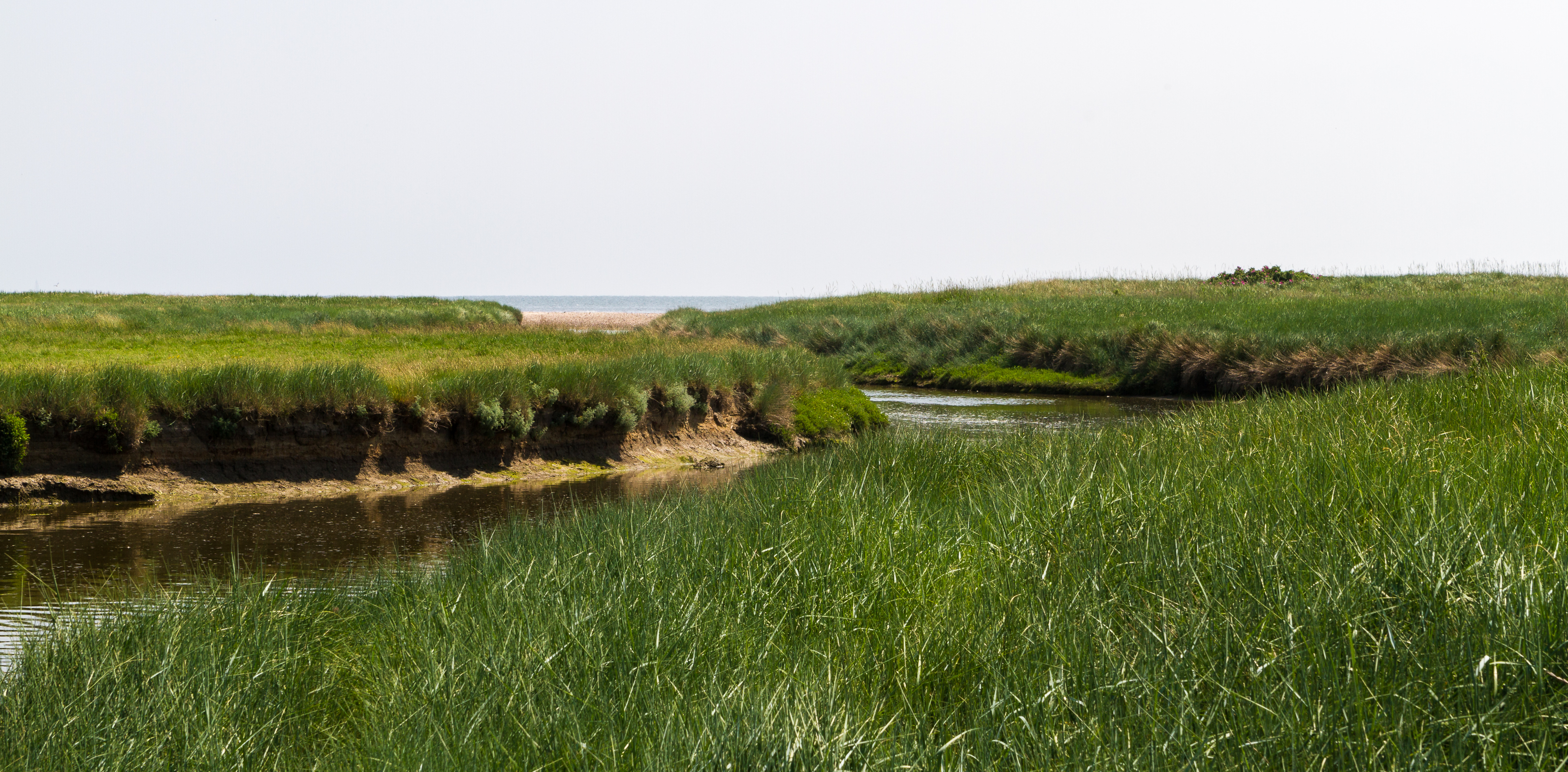
Terreno típico de las islas norfrisonas: marismas y geest. Parque nacional de Godelniederung, isla de Föhr.

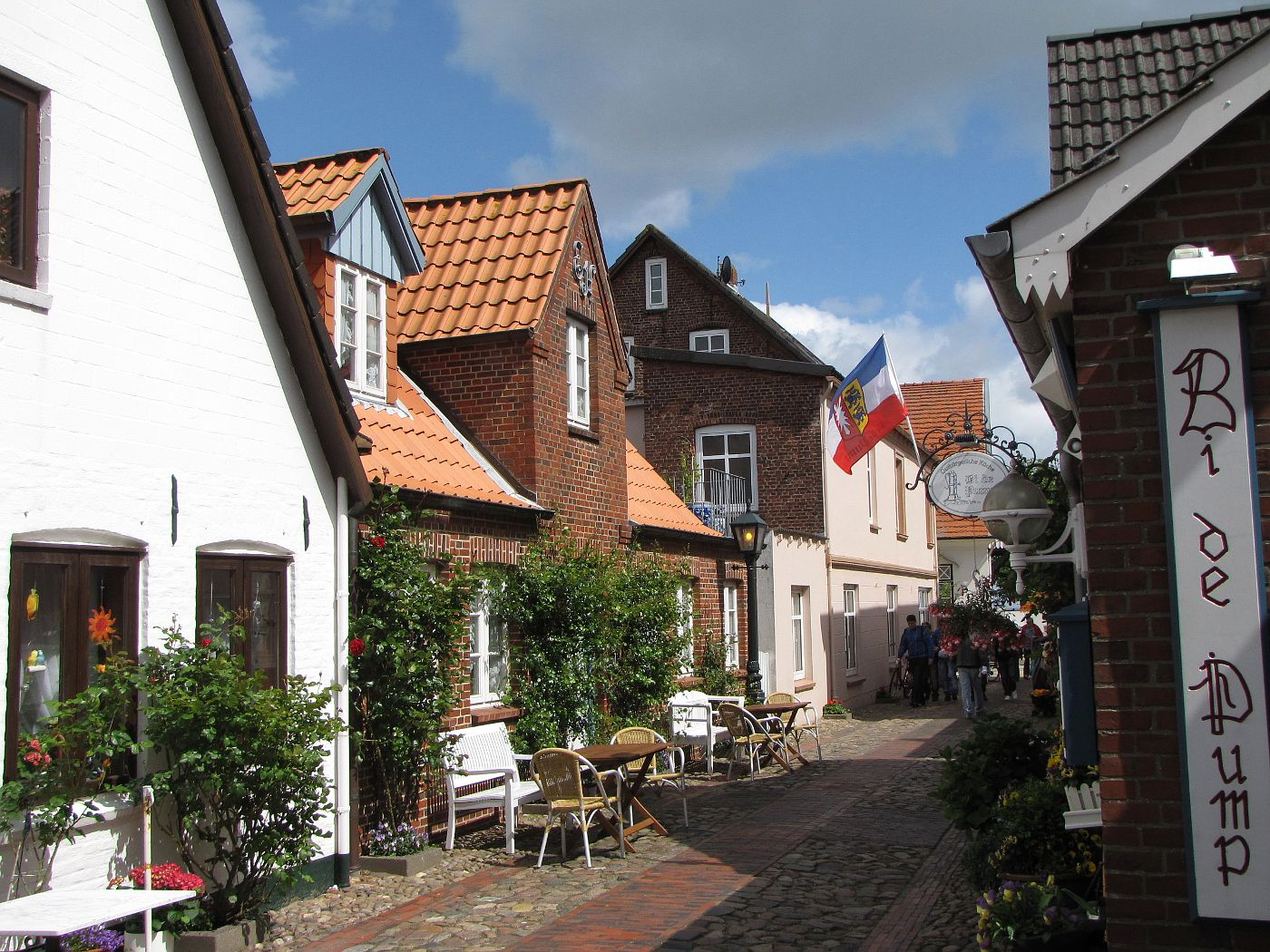
El casco antiguo de Wyk auf Föhr, capital de Föhr-Amrum.

En su definición más amplia también incluye a Heligoland, aunque geográficamente esta isla no forma parte de las Frisias septentrionales (pero sí comparte su lengua y cultura), y topográficamente se define como delimitada por el Eider al sur y la cuenca del Vidå al norte (suroeste de la Jutlandia danesa, correspondiendo grosso modo a la frontera germano-danesa). Actualmente, el distrito de Frisia Septentrional, un landkreis al noroeste de Schleswig-Holstein y el más septentrional de Alemania, cubre la práctica totalidad de esta región, aunque también incluye la vasta extensión del geest de Schleswig, más que doblando la superficie de la región histórica hacia el este. Por otra parte, la isla de Heligoland pertenece al distrito de Pinneberg.
Esta región ha sido tradicionalmente hogar de los frisones septentrionales (también frisones del Norte, frisios del Norte o norfrisones), y en ella se hablan hasta el día de hoy dialectos del frisón septentrional (junto al alemán estándar y, en ciertos lugares, el bajo alemán). Actualmente, alrededor de 50 000 habitantes de la región son de origen frisón (menos del tercio del total de casi 170 000 habitantes del distrito homónimo). La lengua norfrisona, sin embargo, solo es hablada por una quinta parte de ellos (unas 10 000 personas).
En la mayor parte de su historia, la Frisia septentrional no se distinguía como entidad propia, sino formaba parte bien del ducado de Schleswig bien del reino de Dinamarca (siendo uno de sus enclaves reales en Schleswig). Por el contrario, la influencia ejercida por los Países Bajos sobre su parte occidental —las llanuras mareales e islas, territorio históricamente conocido como Uthlandia— era mínima (a pesar de que el norte neerlandés comparta la región de Frisia con Alemania). Solo en 1970, en el marco de la República Federal de Alemania, la región recibió en cierto modo un estatus oficial propio al convertirse en distrito.

## Historia

### Prehistoria-Edad Antigua
El oeste de la Frisia septentrional ha sido desde finales del Paleolítico zona de marismas en el litoral alemán del mar del Norte; si bien los primeros asentamientos humanos registrados en la región se dieron aun antes de la subida de las aguas, cuando la zona era tierra firme. En el área —anteriormente terrestre— que rodea la actual isla de Sylt, se han encontrado varias tumbas de piedra de gran tamaño y otros hallazgos que revelan asentamientos tempranos (aunque probablemente escasos). En el Neolítico, la isla (entonces más amplia), que había quedado más aislada del continente por la subida del nivel del agua, ya estaba densamente poblada. La región marcaba el límite sur de las poblaciones germánicas durante muchos siglos, ya que solo comenzarían su expansión hacia el sur de la actual Alemania en vísperas de la era común (primero a Sajonia, y luego durante el período de las grandes migraciones).
En la Edad de Bronce, Frisia del Norte se benefició en gran medida del comercio, siendo la región una fuente importante de ámbar; investigaciones sugieren que incluso tuviera cierto monopolio sobre la comercialización de productos de este material en el Atlántico norte y la Europa central. Los hallazgos de objetos funerarios adornados de ámbar con delicados diseños apuntan a una gran prosperidad de la región —al menos de la clase alta—, una cultura muy desarrollada y una artesanía destacada. Incluso objetos de lujo de la cultura de Hallstatt, del sur de Alemania, llegaron hasta la isla de Amrum. A su vez, las clases más bajas de la población vivían de la agricultura, la pesca y la ganadería.
Durante la Edad del Hierro, la región comercializaba también con este mineral, que se extraía de depósitos de hierro de pantano con el empleo de carbón vegetal en el proceso. No obstante, dado que la Edad del Hierro llegó al norte europeo mil años tras su comienzo en Oriente Medio, y siglos después de otras regiones de Europa, la fabricación de objetos de hierro en el Viejo Continente, a diferencia del ámbar, no dependía del norte y sus fuentes. Es a comienzos de este período, alrededor de 500 a. C., que la región empieza a sumirse en el aislamiento cultural. Pronto el comercio se iría paralizando y el deterioro del clima —sobre todo el aumento de los temporales e inundaciones— obligarían a las poblaciones locales a emigrar (un fenómeno parecido a las migraciones de los cimbros y los teutones). Durante varios siglos (hasta los primeros siglos d. C.), la región fue cayendo en un constante proceso de despoblación.
Este proceso se consumó con la participación de los antiguos norfrisones, entre otros frisones, en el asentamiento de las islas británicas junto a los anglos. De hecho, no existen evidencias de asentamientos frisones en Jutlandia en los siglos VI-VII, y la región no formaba parte del reino frisio (o Magna Frisia, 500-734), que abarcaba a grandes rasgos las regiones de Frisia occidental (Países Bajos) y Frisia oriental (Sajonia). Lingüísticamente, la migración hacia las islas británicas y, sobre todo, las consiguientes estrechas relaciones comerciales con los anglos, dieron origen al grupo de las lenguas anglofrisias, con muy alto nivel de interinteligibilidad entre el inglés antiguo y el frisón antiguo.

### Edad Media
Los frisones que habitan la región en la actualidad son descendientes de los colonizadores frisones que recuperaron las tierras del mar de Frisia en la Alta Edad Media. Este asentamiento se produjo en dos olas migratorias: la primera entre 700 y 800 —en la zona alrededor de las actuales islas de Sylt, Föhr y Amrum (entonces tierra firme)— y la segunda ca. 1100, asentándose en gran parte del actual litoral continental, entre el Eider y el Vidå. Estas migraciones incluían también a frisones que no eran descendientes de las comunidades neolíticas. Cuando llegaron en el siglo VIII al litoral poco poblado (la pequeña península de Eiderstedt y las mencionadas islas), se encontraron con esporádicos asentamientos de jutos (pueblo nórdico de la Jutlandia danesa), cuya asimilación en la cultura frisona, al parecer, se llevó a cabo con naturalidad.
Si bien las interacciones más profundas entre frisones y los pueblos nórdicos se dieron en el siglo IX con los ataques vikingos contra la Frisia oriental y hasta la desembocadura del Rin/Waal en Países Bajos. Las guerras frisio-vikingas que ocuparon buena parte de dicho siglo se libraron en torno a la gran región frisia (Magna Frisia), excluyendo por ende las tierras del norte frisón. Alrededor de 800, los vikingos invadieron las costas orientales de Frisia, cuando la región aún estaba bajo dominio carolingio. Los frisones recibieron de Carlo Magno un permiso para dejar todas sus obligaciones y reunir un ejército para defender su territorio. Es probable que en estas expediciones militares participaran norfrisones recién llegados de Britania (aunque la Frisia septentrional no formaba parte del imperio carolingio). Tras haber derrotado a los vikingos en 884 en la batalla de Norditi, en la que un imponente ejército frisón expulsó permanentemente a los nórdicos de su territorio, los frisones recibieron del emperador Carlos el Calvo la condición de región libre (soberana bajo el auspicio del emperador y nadie más), llamada Libertad Frisia. Aunque físicamente la Frisia septentrional no era parte de este territorio, la Libertad Frisia es celebrada por los norfrisones hasta la actualidad.
En la ola migratoria de 1100, el asentamiento de frisones procedentes principalmente de las islas británicas se extendió para incluir zonas de la franja peninsular, y más adentro (donde hubo más asentamientos jutos), que en la actualidad forman parte del distrito de Frisia septentrional. Durante la Edad Media florecieron las relaciones comerciales entre Frisia del Norte y Anglia Oriental, que durarían varios siglos. En este respecto merece una mención especial el comercio de cerámica —en su mayoría importada de Ipswich—, del que tantas obras de artesanía se produjeron en esta época.

Mapa histórico de la Frisia del Norte y la Jutlandia danesa, por Franz Geerz (1888).

Existe una teoría (defendida sobre todo por autores británicos), según la cual el núcleo de los pobladores de Frisia llegados desde las islas británicas eran de hecho anglos (o ya anglosajones), mientras que los jutos —otros de los grandes pobladores de Britania— que volvieron, se asentaron más bien en la Frisia neerlandesa y la Jutlandia danesa (su origen). Según esta teoría, este sería el principal motivo del desarrollo del grupo de lenguas anglofrisias, un argumento rechazado por muchos lingüistas pues, en primer lugar, fue el frisón antiguo (hablado en toda la región de Frisia, incluidos los Países Bajos) el idioma que se desarrollaba junto al anglosajón, y, en segundo lugar, se considera que ya se hablaba un dialecto común en asentamientos británicos mezclados. En todo caso, las evidencias científicas y las tradiciones locales no han apoyado esta hipótesis, y, por ende, se considera más viable el argumento de que fueron las extensas y prolongadas relaciones comerciales la base de la consolidación del grupo lingüístico.
La suerte de los frisones septentrionales iba ligada muchas veces a los bandos que apoyaban en los distintos conflictos nórdicos. En su libro de 1200, el historiador medieval danés Saxo Grammaticus describe una batalla durante el conflicto entre el rey danés Svend II y su rival, el antirrey Knut (no confundir con su hijo ilegítimo Knut o Canuto IV, quien lo sucedería), en la que los frisones apoyaron a este último. Grammaticus, quien denomina la región como la «Pequeña Frisia», cuenta que los frisones erigieron un castillo al sur de Husum, que sin embargo fue destruido por las tropas de Svend (vencedor en el conflicto). En 1227, en la batalla de Bornhöved, los frisones apoyaron a Valdemar II, rey de Dinamarca, formando parte de las tropas danesas como en otras ocasiones (si bien en aquella batalla los daneses se rindieron ante los holsteinianos y las ciudades hanseáticas, cediendo territorio al Sacro Imperio Romano Germánico entre Dithmarschen y Lübeck). Por otra parte, hubo numerosos conflictos (aunque pocos de ellos armados) entre los frisones y la propia corona danesa por cuestiones de impuestos y aranceles. En este contexto, en 1252 se produjo la revuelta más importante de frisones contra la corona danesa. Habiendo conseguido reunir un auténtico ejército de todas las regiones norfrisonas, tanto continentales como insulares, lograron derrotar a las tropas del rey danés Abel I, quien cayó en esa batalla (la única en la que un ejército íntegramente norfrisón venciera en un conflicto armado).

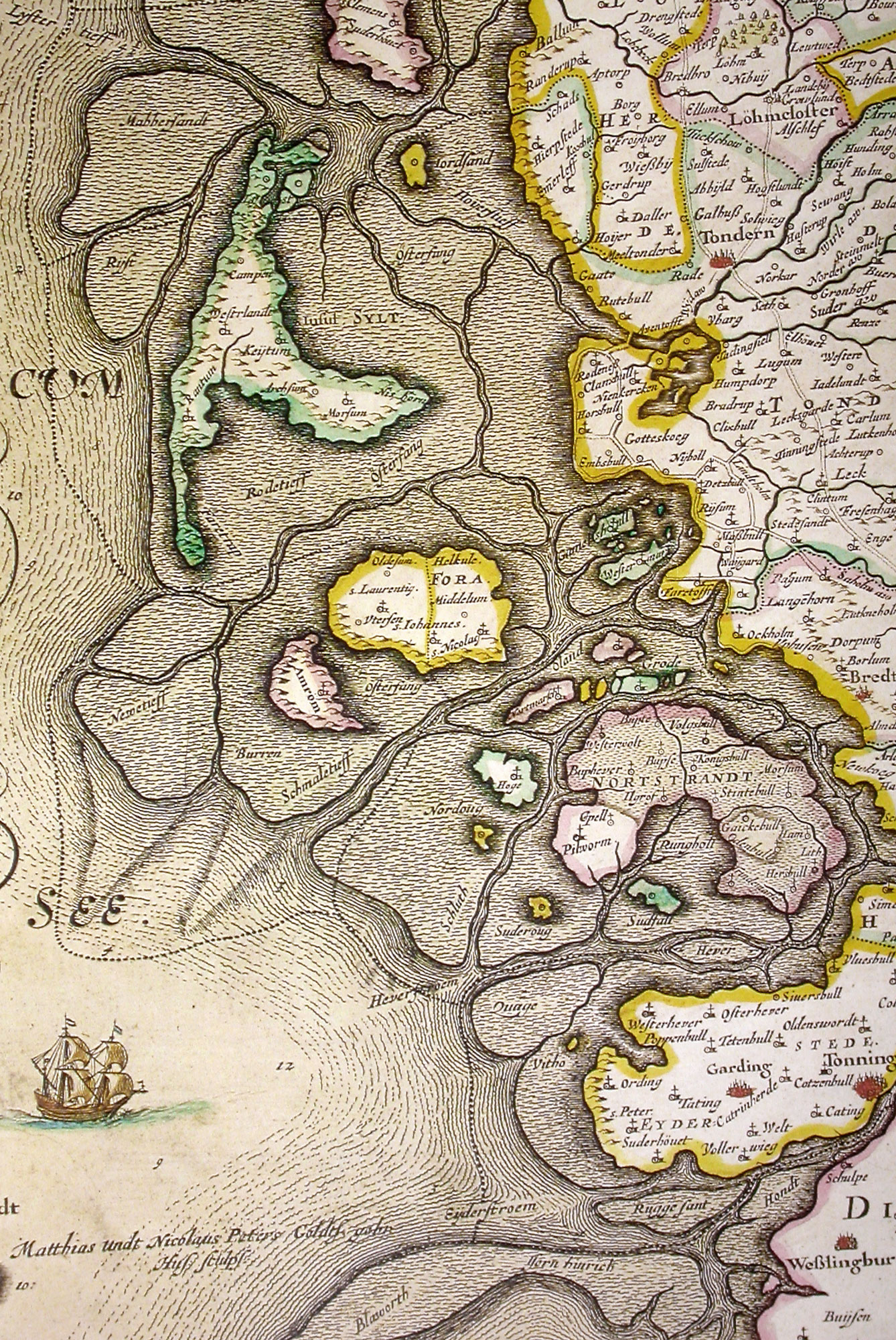
Mapa de 1662 del cartógrafo neerlandés Joan Blaeu, en el que se distinguen las islas actuales del norte del mar de Frisia (en color) de las siluetas de las extensas islas desaparecidas tras la marejada de 1634. Hasta hoy, durante la marea baja, gran parte de este tierra, ahora bajo agua, reaparece, permitiendo la travesía a pie entre algunas de las islas.

A pesar de que formaran parte del dominio danés, los frisones septentrionales se consideraban independientes del reino nórdico. Sus hundreds contaban durante gran parte de la Edad Media con su propio sistema legal, basado en el derecho consuetudinario. A mediados del siglo XII se empezó a distinguir entre los frisones reales, que vivían en la parte de Uthlandia, y los frisones ducales, que vivían en el este de la región (conocido como Syssel). Los primeros contaban ya a partir de 1240 con el llamado Codex Juto (código civil danés), si bien fue solo en 1426 cuando se desarrolló un texto jurídico integral para toda Frisia del Norte (la Siebenhardenbeliebung). Pese a ello, a partir de 1435, en Uthlandia prevalecía cada vez más el derecho danés debido a su condición dentro de la monarquía escandinava. También es famosa la llamada Ley de Diques, desarrollada en 1459 y codificada en 1556. Algunas disposiciones de la Siebenhardenbeliebung han constituido la base del derecho marítimo recogido en la constitución alemana actual.
Económicamente, la Frisia septentrional fue en el siglo XIII una región relativamente rica. Las actividades principales eran la construcción de diques y la agricultura, si bien el producto más importante para la explotación y exportación era la sal, que se obtenía de la quema de turba, abundante en las marismas de Uthlandia. Un indicio de la importancia de este mineral fue el establecimiento de un impuesto especial sobre la importación de sal, que se había regulado ya en 1150 en el marco de la Ley Municipal de Schleswig. Otro producto importante de esa época, originario de las aguas profundas (sobre todo alrededor de la isla de Heligoland, única isla no mareal de la región histórica) fue el arenque. Coincidiendo con la extracción de sal, es cuando se desarrolla la industria autóctona del Herring salado (compitiendo a nivel local con el mercado de Escania). Actualmente se conservan copias de tratados del siglo XIV en esta materia, como el firmado entre el hundred frisio de Edom y mercaderes de Hamburgo, y hasta con el conde de Flandes.

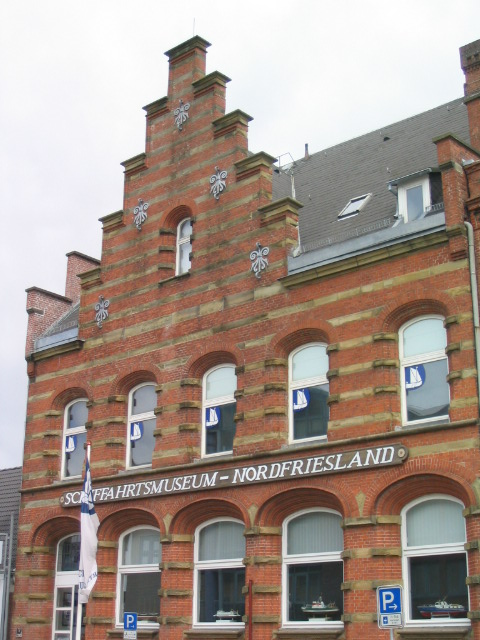
Museo de Historia de la Navegación de Frisia del Norte, en Husum.

No obstante, en los siglos XIV-XV, las inundaciones causadas por las grandes tormentas mareales limitaron la producción de sal y empujaron a los pobladores frisones más hacia el interior de la península juta (región del geest). La más crítica (y geográficamente trascendente hasta la actualidad) fue la segunda inundación de San Marcelo de 1362, una gran marejada ciclónica que invadió las marismas, eliminó la mayor parte de su superficie terrestre, y formó un mar mareal —el mar de Frisia—, en sí mar litoral del mar del Norte. Es cuando aparecen las islas Frisias septentrionales, junto a las orientales (más al sur) y algunas de las occidentales (Países Bajos), si bien la forma de algunas de ellas cambiaría posteriormente (como la isla de Strand, creada en este evento y desaparecida en la siguiente gran marea). Lingüísticamente, en esta época tiene lugar la clara división de las lenguas frisonas, con el frisón septentrional adquiriendo características danesas y, sobre todo, alemanas (hoy en día las tres lenguas frisonas no son mutuamente inteligibles).

### Edad Moderna
En 1634 se produjo la otra gran marejada ciclónica, conocida como la inundación de Burchardi, que inundó la mayoría de las islas norfrisonas, causando miles de muertes (incluidos pueblos enteros); es cuando se consolida el aspecto topográfico que tienen el mar de Frisia y sus islas en la actualidad. Este desastre natural remató el proceso comenzado tres siglos antes —con la primera gran inundación— de una división física, política y lingüística de las comunidades de la Frisia septentrional, iniciando el distanciamiento de los dialectos del idioma frisón septentrional (con un distinto desarrollo de los léxicos y ortografía, en algunos casos de difícil comprensión mutua). Además, la región se vio inmersa en los grandes conflictos que se dieron en un período de apenas cien años, incluyendo la guerra de los Treinta Años (que la afectó a partir de 1627 tras la intervención de Cristián IV de Dinamarca), las segunda guerra nórdica y la gran guerra del Norte, en la que Tönning, entonces una importante población frisona, fue asediada en 1713 y en parte destrozada (un acontecimiento clave en la conciencia norfrisona).
Con el advenimiento de la caza de ballenas, que vio su apogeo en el mar del Norte en los siglos XVII-XVIII, los norfrisones ganaron rápidamente una reputación de gente de mar y de marineros muy hábiles. A comienzos del siglo XVIII, la mayoría de buques balleneros neerlandeses y británicos en sus trayectos a Groenlandia y Svalbard contaban con isleños del mar de Frisia entre su tripulación. Hacia 1700, solo la isla de Föhr contaba con 1800 balleneros entre un total de unos 6000 habitantes, convirtiendo la caza de ballenas en la actividad económica más importante de la isla, mientras que muchos de sus demás habitantes se dedicaban a actividades relacionadas (como la confección de ropaje adecuado) u otras faenas en alta mar, como la pesca. Según documentos conservados en el Museo de las Frisias, en 1762 (año récord de la caza de ballenas neerlandesa), 1186 marineros de Föhr servían a bordo de buques de la flota neerlandesa, constituyendo el 25 % del total de las tripulaciones. En el cuaderno de bitácora de uno de esos buques, conservado en el citado museo, consta el término ‘vikingos balleneros’ en referencia a los frisones del Norte. Su fama no era menor en las islas británicas; en aquella época, todos los capitanes y arponeros de la londinense South Sea Company procedían exclusivamente de Föhr. A su vez, la isla de Sylt a principios del siglo XVIII era hogar de una veintena de capitanes de barco (un puesto de prestigio y muy bien remunerado) que tomaban parte regularmente en las expediciones balleneras de la ruta groenlandesa.
El siglo XIX (como el resto de las naciones europeas) vio un auge del nacionalismo frisón en general, y el norfrisón en particular. La región había dejado de depender de la corona danesa hacia mediados del siglo, y quedaba ajena a conflictos con la casa de Oldemburgo en otras partes de la Jutlandia imperial. Hasta 1862, formaba de hecho parte del ducado de Schleswig, pero pasó a dominio prusiano tras la segunda guerra de Schleswig (conocida en español como la guerra de los Ducados). Fue esta época de conflictos germano-daneses cuando el nacionalismo norfrisón se propagó con mayor intensidad, una tendencia que fue denunciada por intelectuales frisones como Christian Feddersen, quien, sin embargo, cultivaba al mismo tiempo el concepto de la identidad norfrisona. Fue quien diseñó el escudo de la Frisia septentrional, con el águila frisón (que simboliza la Libertad Frisia) cubriendo la mitad del blasón, una corona (que simboliza los anteriores reinados daneses) ocupando un cuartel, y un caldero (representando la fraternidad norfrisona) ocupando el otro cuartel. Cabe destacar que este diseño (aún reconocido para la región histórica, al igual que su bandera tricolor, que la representa dentro del Consejo de las Frisias) no corresponde al escudo del actual distrito homónimo (el de los tres veleros). Feddersen fue también quien acuñó el lema norfrisón, «antes muerto que esclavo» (en frisón septentrional: Lever duad as Slav (concesión dialectal)). El nacionalismo norfrisón de la posguerra de la segunda guerra de Schleswig, sin embargo, atribuía tanto el lema como el diseño del águila frisón al cronista nacionalista antidanés C. P. Hansen, oriundo de Sylt, quien además inventó la leyenda de que el caldero en el blasón simbolizaba a la mujer frisona y su contribución a las guerras contra los daneses.